# Primeira Guerra Civil de Castela
A Primeira Guerra Civil de Castela durou três anos, de 1366 a 1369. Tornou-se parte do conflito entre o Reino da Inglaterra e o Reino da França: a Guerra dos Cem Anos. Foi lutada, primeiramente, no Reino de Castela e em sua costa entre o rei Pedro e seu meio-irmão ilegítimo Henrique pelo direito do trono.

## Causas
Pedro era chamado pelos seus aliados de "O Justo" e pelos seus inimigos de "O Cruel". Para a alta nobreza, Pedro era um tirano. Ele teve uma grande extensão de autoridade real e acabou entrando em uma guerra contra Aragão, chamada Guerra dos Dois Pedros.
Seu irmão ilegítimo, Henrique, rapidamente obteve suporte não só da nobreza de Castela, como também da França, Aragão e do Papa. Em 1366, ele oficial depôs seu irmão como rei de Castela, Leão, Toledo, e Sevilha; ele proclamou-se rei no mosteiro de Las Huelgas.

## Conflito
Em 1366, Henrique, então vivendo na França, reuniu uma grande exército, com soldados franceses e aragoneses, e mercenários ingleses, em Montpellier e invadiu Castela com o apoio dos reis de Aragão e da França, Henrique II de Castela e Carlos V da França respectivamente. Ele consegui com que Pedro fugisse.
Pedro fugiu para Baiona, uma cidade sob o domínio inglês da Gasconha. Lá ele pediu ajuda a Eduardo, o Princípe Negro, em troca de terras na Castela. Com as tropas inglesas lideradas pelo princípe, ele voltou a Castela e reassumiu o trono em 1367, forçando Henrique a voltar à França após a vitória na batalha de Nájera. No entanto, ele se recusou a cumprir sua parte no tratado com os ingleses e seus aliados, incluindo o próprio Príncipe de Gales, que o deixaram. Em 1368, Henrique e Carlos da França assinaram o Tratado de Toledo, onde os castelhanos emprestaram uma frota no golfo da Biscaia para os franceses em troca de ajuda em terra.
Henrique reentrou em Castela em 1369 e assassinou Pedro na Batalha de Montiel. Ele foi aclamado Henrique II e imediatamente solidificou seu reinado removendo judeus do alto comando. A Castela se tornou, a partir de então, um grande aliado francês em suas guerras vindouras.